# Buddhistiska samfundet Tao Zen
Buddhistiska samfundet Tao Zen är ett fristående buddhistiskt trossamfund i Sverige, som utövar traditionell Chan-buddhism. Samfundet har ett tempel i Malmö, Malmö Chanbuddhistiska tempel, och en mindre filial i Göteborg. Internationellt har samfundet varit knutet till klostret Bailin Chan Sí i Hebei, Kina.[källa behövs]
Grundare är Dharma Master Ming Bao. Samfundet grundades hösten 2004 efter att Ming Bao reste i Kina och blev elev till och uppmuntrad av numera avlidne Stormästaren Jing Hui.